# Das Himmelsschiff
Das Himmelsschiff (dänisch: Himmelskibet; englisch: A Trip to Mars) ist ein dänischer Science-Fiction-Film von 1918 und gilt als einer der ersten Spielfilme, die die Raumfahrt thematisieren. Seine pazifistische Botschaft stand im Kontext des Ersten Weltkriegs, der sich zum Zeitpunkt der Produktion im Sommer 1918 in seiner Endphase befand.

## Handlung
Professor Planetarius hat das Raumschiff Excelsior konstruiert. Sein Sohn Avanti Planetarius und acht weitere Besatzungsmitglieder starten damit von Kopenhagen aus zum Mars. Der Raumflug verläuft sehr eintönig; es kommt zu Alkoholmissbrauch und einer Meuterei.
Schließlich landet die Excelsior sicher auf dem Nachbarplaneten. Die Atmosphäre des Mars ist atembar, so dass sich die Raumfahrer ohne Atemgeräte außerhalb des Raumschiffs bewegen können. Aus Furcht vor aggressiven Marsbewohnern haben sie sich schwer bewaffnet. Sie treffen jedoch auf humanoide Marsianer, die Pazifisten und Vegetarier sind. Die Marsianer haben den Krieg schon vor langer Zeit abgeschafft und eine Gesellschaftsordnung errichtet, in der Überbevölkerung durch Familienplanung verhindert wird.
Avanti möchte den Marsianern demonstrieren, wie auf der Erde Tiere gejagt werden und schießt dazu mit einer Pistole einen Vogel ab. Diese Handlung wird von den Marsianern als Frevel betrachtet und Avanti durch den Weisheitsfürsten gezwungen, im Tempel der Meditation über sein Handeln nachzudenken. Avanti erkennt sein Unrecht und verliebt sich in Marya, die Tochter des Weisheitsfürsten. Seine Liebe wird erwidert und beide kehren mit der Besatzung auf die Erde zurück, um hier die Friedensbotschaft der Marsianer zu propagieren.

## Produktion
Dänemark war vor und im Ersten Weltkrieg eines der wichtigsten filmproduzierenden Länder, dessen Produktionen auch in Deutschland weite Verbreitung fanden. Der Hauptdarsteller Gunnar Tolnaes war in Deutschland durch Filme wie Die Lieblingsfrau des Maharadscha (1917) äußerst populär; Lilly Jacobson spielte auch in diesem „Kolossalgemälde“, so die deutsche Presse, mit.
Die Außenaufnahmen fanden in einem Steinbruch südlich von Kopenhagen statt. Nach zwei Werbeanzeigen in den Oldenburger Nachrichten für Stadt und Land vom 4. und 10. Oktober 1918 wurde der Film auch in den dortigen Wall-Lichtspielen aufgeführt; angeblich hatte seine Produktion drei Millionen Mark gekostet. In der Anzeige vom 10. Oktober wurde gebeten, auch die Nachmittagsvorstellungen zu besuchen, da der „… Andrang abends zu gewaltig“ sei. Der Film wurde mit einer aufwändigen Tricktechnik gedreht und gilt inzwischen als Vorläufer von Fritz Langs Frau im Mond.
Der pazifistische Handlung weist starke Ähnlichkeit mit Albert Daibers zweibändigem utopischem Roman Die Weltensegler auf, dessen Bände 1910 (Drei Jahre auf dem Mars) und 1914 (Vom Mars zur Erde) in Stuttgart erschienen sind und in dem eine Gruppe von Tübinger Professoren auf dem Mars ebenfalls eine friedliche und demokratische Welt vorfindet, die als politisches und kulturelles Gegenmodell zum deutschen Kaiserreich dienen sollte.

## Filmmusik
Der Komponist und Kinokapellmeister Alexander Schirmann schrieb für den Film den „Frühlingsreigen“ mit dem Liedanfang „Eine Blume erblüht im dunklen Hain“, der 1918 im Berliner Musikverlag von C. M. Roehr erschien.

## Überlieferung
Das Szenarium des Films erschien 1926 als Filmroman auch in Deutschland. 2006 wurde der Film vom Det Danske Filminstitut umfassend restauriert und liegt inzwischen auch als DVD-Edition mit dänischen und englischen Zwischentiteln vor.

## Kritiken
„Holger Madsens HIMMELSKIBET ist einer der ganz frühen, großangelegten Science-Fiction-Filme. Ole Olsen, Produzent und Ideenlieferant, steckte für damalige Verhältnisse ein Vermögen in die Produktion … Der Höhepunkt, die Ankunft und Begrüßung des Himmelsschiffes auf dem Mars, nimmt in Aufnahme und Inszenierung das sichere Gefühl für große Effekte und Bildkomposition eines Fritz Lang vorweg ...“

„Während in den meisten späteren Filmbegegnungen mit Außerirdischen diese sich als Ungeheuer und Monster erweisen … soll die Menschheit im HIMMELSSCHIFF durch die Reinheit und Liebe der Marsbewohner gerettet werden … Er wirkt heute zwar sehr pathetisch, sehr naiv und etwas lächerlich (schon vom Technisch-Wissenschaftlichen her!), besitzt aber dennoch als Pionier seine große Bedeutung in diesem Genre.“

## Wiederaufführungen
Im kommunalen Nürnberger »Filmhauskino« lief Das Himmelsschiff am 13. November 2009 um 19.15 Uhr. Am Flügel begleitete Dr. D. Meyer.
Das Filmmuseum Potsdam zeigte den Film in seinem Stummfilmsymposium »SILENCE FICTION« am 13. Februar 2016 um 19 Uhr. An der historischen Welte-Kinoorgel begleitete Susanne Schaak.